# Estação Via Júlia

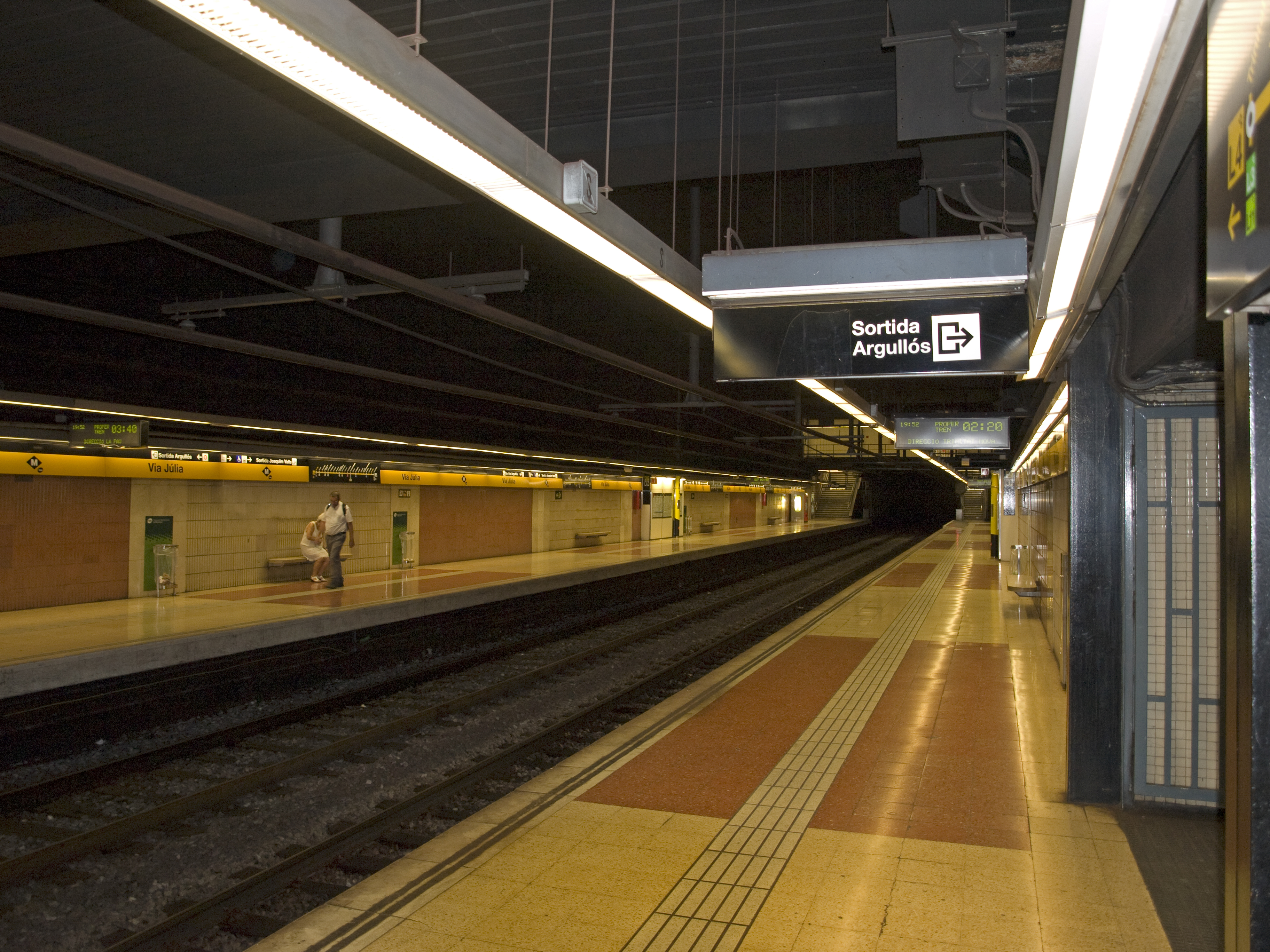
Estação Via Júlia

Via Júlia é uma estação da linha Linha 4 do Metro de Barcelona.

## História
Em 27 de outubro de 1999 entrou em serviço um novo trecho da L4, até a estação Trinitat Nova, o que ocasionou o fechamento das garagens existentes n estação que foram transferidas para a estação La Pau. Na época em que foi inaugurada a extensão, Roquetes mudou seu nome para o atual de Via Júlia.
Em 2006, foram realizadas obras de adequação do acesso a pessoas com mobilidade reduzida, incluindo a instalação de elevadores.

## Características
Nesta estação as composições do metrô circulam por um nível inferior ao piso da rua, formado por duas vias com plataformas laterais de 97 metros de comprimento.

## Acessos à estação
- Via Júlia / Joaquim Valls
- Via Júlia / Argullós